# Copa Sudamericana 2003
Navigation
Édition précédente Édition suivante
La Copa Sudamericana 2003 est la deuxième édition de la Copa Sudamericana, la compétition instaurée par la CONMEBOL, réservée aux meilleurs clubs des championnats d'Amérique du Sud et disputée en deuxième partie de saison (d'août à décembre). Le vainqueur rencontre le club sacré en Copa Libertadores 2003 lors de la Recopa Sudamericana.
La compétition voit sa première phase modifiée avec des groupes éliminatoires qui concernent un (Argentine ou Brésil) ou plusieurs pays. Les huit places en quarts de finale sont ainsi distribuées lors de ce tour préliminaire.
C'est le club péruvien de Cienciano del Cusco qui remporte le titre après avoir disposé en finale des Argentins de River Plate. C'est le premier titre international du club, qui est même le tout premier club péruvien à remporter un trophée international.

## Compétition

### Tour préliminaire
|  | Demi-finales            | Demi-finales            | Demi-finales | Demi-finales |                         |                         | Finale | Finale | Finale | Finale |
|  |                         |                         |              |              |                         |                         |        |        |        |        |
|  |                         |                         |              |              |                         |                         |        |        |        |        |
|  | Club Deportivo Orquesta | Club Deportivo Orquesta | 3            | 4            |                         |                         |        |        |        |        |
|  | Club Deportivo Orquesta | Club Deportivo Orquesta | 3            | 4            |                         |                         |        |        |        |        |
|  | Vélez Sarsfield         | Vélez Sarsfield         | 1            | 1            |                         |                         |        |        |        |        |
|  | Vélez Sarsfield         | Vélez Sarsfield         | 1            | 1            | Club Deportivo Orquesta | Club Deportivo Orquesta | 1      | 1      |        |        |
|  |                         |                         |              |              | Club Deportivo Orquesta | Club Deportivo Orquesta | 1      | 1      |        |        |
|  |                         |                         | Boca Juniors | Boca Juniors | 1                       | 2                       |        |        |        |        |
|  |                         |                         |              |              | 1                       | 2                       |        |        |        |        |
|  |                         |                         |              |              |                         |                         |        |        |        |        |
|  |                         |                         |              |              |                         |                         |        |        |        |        |
|  |                         |                         |              |              |                         |                         |        |        |        |        |

| Groupe 1 (Argentine I) | \| \| Demi-finales \| Demi-finales \| Demi-finales \| Demi-finales \| \| \| Finale \| Finale \| Finale \| Finale \| \| \| \| \| \| \| \| \| \| \| \| \| \| \| \| \| \| \| \| \| \| \| \| \| \| \| Independiente \| Independiente \| 1 \| 1 \| \| \| \| \| \| \| \| \| Independiente \| Independiente \| 1 \| 1 \| \| \| \| \| \| \| \| \| Rosario Central \| Rosario Central \| 1 \| 0 \| \| \| \| \| \| \| \| \| Rosario Central \| Rosario Central \| 1 \| 0 \| Independiente \| Independiente \| 1 \| 0 \| \| \| \| \| \| \| \| \| Independiente \| Independiente \| 1 \| 0 \| \| \| \| \| \| \| River Plate \| River Plate \| 4 \| 4 \| \| \| \| \| \| \| \| \| \| \| 4 \| 4 \| \| \| \| \| \| \| \| \| \| \| \| \| \| \| \| \| \| \| \| \| \| \| \| \| \| \| \| \| \| \| \| \| \| \| \| \| \| \| \| \| |                 |              |              |               |               |        |        |        |        |
|                        | Demi-finales | Demi-finales    | Demi-finales | Demi-finales |               |               | Finale | Finale | Finale | Finale |
|                        | |                 |              |              |               |               |        |        |        |        |
|                        | |                 |              |              |               |               |        |        |        |        |
|                        | Independiente | Independiente   | 1            | 1            |               |               |        |        |        |        |
|                        | Independiente | Independiente   | 1            | 1            |               |               |        |        |        |        |
|                        | Rosario Central | Rosario Central | 1            | 0            |               |               |        |        |        |        |
|                        | Rosario Central | Rosario Central | 1            | 0            | Independiente | Independiente | 1      | 0      |        |        |
|                        | |                 |              |              | Independiente | Independiente | 1      | 0      |        |        |
|                        | |                 | River Plate  | River Plate  | 4             | 4             |        |        |        |        |
|                        | |                 |              |              | 4             | 4             |        |        |        |        |
|                        | |                 |              |              |               |               |        |        |        |        |
|                        | |                 |              |              |               |               |        |        |        |        |
|                        | |                 |              |              |               |               |        |        |        |        |

#### Groupe 3 (Brésil I)
| Rang | Équipe        | Pts | J | G | N | P | Bp | Bc | Diff |  | Résultats (▼ dom., ► ext.) | San | Int | Fla |
| ---- | ------------- | --- | - | - | - | - | -- | -- | ---- |  | -------------------------- | --- | --- | --- |
| 1    | Santos FC     | 4   | 2 | 1 | 1 | 0 | 4  | 1  | +3   |  | Santos FC                  |     | 1-1 |     |
| 2    | Internacional | 4   | 2 | 1 | 1 | 0 | 4  | 2  | +2   |  | Internacional              |     |     | 3-1 |
| 3    | Flamengo      | 0   | 2 | 0 | 0 | 2 | 1  | 6  | -5   |  | Flamengo                   | 0-3 |     |     |

| Rang | Équipe         | Pts | J | G | N | P | Bp | Bc | Diff |  | Résultats (▼ dom., ► ext.) | Cae | Cru | Pal |
| ---- | -------------- | --- | - | - | - | - | -- | -- | ---- |  | -------------------------- | --- | --- | --- |
| 1    | AD Sao Caetano | 4   | 2 | 1 | 1 | 0 | 4  | 1  | +3   |  | AD Sao Caetano             |     |     | 3-0 |
| 2    | Cruzeiro       | 4   | 2 | 1 | 1 | 0 | 2  | 1  | +1   |  | Cruzeiro                   | 1-1 |     |     |
| 3    | Palmeiras      | 0   | 2 | 0 | 0 | 2 | 0  | 4  | -4   |  | Palmeiras                  |     | 0-1 |     |

| Équipe 1       | Résultat | Équipe 2  | Aller | Retour |
| -------------- | -------- | --------- | ----- | ------ |
| AD Sao Caetano | 1 - 2    | Santos FC | 0 - 1 | 1 - 1  |

#### Groupe 4 (Brésil II)
| Rang | Équipe           | Pts | J | G | N | P | Bp | Bc | Diff |  | Résultats (▼ dom., ► ext.) | Flu | Min | Cor |
| ---- | ---------------- | --- | - | - | - | - | -- | -- | ---- |  | -------------------------- | --- | --- | --- |
| 1    | Fluminense       | 6   | 2 | 2 | 0 | 0 | 4  | 0  | +4   |  | Fluminense                 |     |     | 2-0 |
| 2    | Atlético Mineiro | 3   | 2 | 1 | 0 | 1 | 2  | 2  | 0    |  | Atlético Mineiro           | 0-2 |     |     |
| 3    | Corinthians      | 0   | 2 | 0 | 0 | 2 | 0  | 4  | -4   |  | Corinthians                |     | 0-2 |     |

| Rang | Équipe        | Pts | J | G | N | P | Bp | Bc | Diff |  | Résultats (▼ dom., ► ext.) | Sao | Vas | Gre |
| ---- | ------------- | --- | - | - | - | - | -- | -- | ---- |  | -------------------------- | --- | --- | --- |
| 1    | São Paulo FC  | 6   | 2 | 2 | 0 | 0 | 6  | 1  | +5   |  | São Paulo FC               |     | 2-1 |     |
| 2    | Vasco da Gama | 1   | 2 | 0 | 1 | 1 | 2  | 3  | -1   |  | Vasco da Gama              |     |     | 1-1 |
| 3    | Grêmio        | 1   | 2 | 0 | 1 | 1 | 1  | 5  | -4   |  | Grêmio                     | 0-4 |     |     |

| Équipe 1     | Résultat | Équipe 2   | Aller | Retour |
| ------------ | -------- | ---------- | ----- | ------ |
| São Paulo FC | 2 - 1    | Fluminense | 1 - 0 | 1 - 1  |

#### Groupe 5 (Vénézuela-Bolivie-San Lorenzo)
|  | Quarts de finale        | Quarts de finale        | Quarts de finale | Quarts de finale |                         |                         | Demi-finales | Demi-finales | Demi-finales | Demi-finales |  |  | Finale | Finale | Finale | Finale |
|  |                         |                         |                  |                  |                         |                         |              |              |              |              |  |  |        |        |        |        |
|  |                         |                         |                  |                  |                         |                         |              |              |              |              |  |  |        |        |        |        |
|  |                         |                         |                  |                  |                         |                         |              |              |              |              |  |  |        |        |        |        |
|  |                         |                         |                  |                  |                         |                         |              |              |              |              |  |  |        |        |        |        |
|  |                         |                         |                  |                  |                         |                         |              |              |              |              |  |  |        |        |        |        |
|  |                         |                         |                  |                  |                         |                         |              |              |              |              |  |  |        |        |        |        |
|  | The Strongest La Paz    | The Strongest La Paz    | 2                | 1                |                         |                         |              |              |              |              |  |  |        |        |        |        |
|  | The Strongest La Paz    | The Strongest La Paz    | 2                | 1                |                         |                         |              |              |              |              |  |  |        |        |        |        |
|  |                         |                         | Bolivar La Paz   | Bolivar La Paz   | 2                       | 1                       |              |              |              |              |  |  |        |        |        |        |
|  |                         |                         |                  |                  | 2                       | 1                       |              |              |              |              |  |  |        |        |        |        |
|  |                         |                         |                  |                  |                         |                         |              |              |              |              |  |  |        |        |        |        |
|  |                         |                         |                  |                  |                         |                         |              |              |              |              |  |  |        |        |        |        |
|  | The Strongest           | The Strongest           | 2                | 1                |                         |                         |              |              |              |              |  |  |        |        |        |        |
|  | The Strongest           | The Strongest           | 2                | 1                |                         |                         |              |              |              |              |  |  |        |        |        |        |
|  |                         |                         | San LorenzoT     | San LorenzoT     | 0                       | 2                       |              |              |              |              |  |  |        |        |        |        |
|  | Monagas SC              | Monagas SC              | San LorenzoT     | San LorenzoT     | 0                       | 2                       | 1            | 0            |              |              |  |  |        |        |        |        |
|  | Monagas SC              | Monagas SC              |                  |                  |                         |                         |              |              |              |              |  |  |        |        |        |        |
|  | Deportivo Italchacao FC | Deportivo Italchacao FC | 2                | 1                |                         |                         |              |              |              |              |  |  |        |        |        |        |
|  | Deportivo Italchacao FC | Deportivo Italchacao FC | 2                | 1                | Deportivo Italchacao FC | Deportivo Italchacao FC | 1            | 0            |              |              |  |  |        |        |        |        |
|  |                         |                         |                  |                  | Deportivo Italchacao FC | Deportivo Italchacao FC | 1            | 0            |              |              |  |  |        |        |        |        |
|  |                         |                         | San LorenzoT     | San LorenzoT     | 2                       | 6                       |              |              |              |              |  |  |        |        |        |        |
|  |                         |                         |                  |                  | 2                       | 6                       |              |              |              |              |  |  |        |        |        |        |
|  |                         |                         |                  |                  |                         |                         |              |              |              |              |  |  |        |        |        |        |
|  |                         |                         |                  |                  |                         |                         |              |              |              |              |  |  |        |        |        |        |
|  |                         |                         |                  |                  |                         |                         |              |              |              |              |  |  |        |        |        |        |
|  |                         |                         |                  |                  |                         |                         |              |              |              |              |  |  |        |        |        |        |

#### Groupe 6 (Chili-Pérou)
|  | Demi-finales             | Demi-finales             | Demi-finales         | Demi-finales         |                     |                     | Finale | Finale | Finale | Finale |
|  |                          |                          |                      |                      |                     |                     |        |        |        |        |
|  |                          |                          |                      |                      |                     |                     |        |        |        |        |
|  | Cienciano del Cusco      | Cienciano del Cusco      | 1                    | 1                    |                     |                     |        |        |        |        |
|  | Cienciano del Cusco      | Cienciano del Cusco      | 1                    | 1                    |                     |                     |        |        |        |        |
|  | Alianza Lima             | Alianza Lima             | 0                    | 0                    |                     |                     |        |        |        |        |
|  | Alianza Lima             | Alianza Lima             | 0                    | 0                    | Cienciano del Cusco | Cienciano del Cusco | 4      | 1      |        |        |
|  |                          |                          |                      |                      | Cienciano del Cusco | Cienciano del Cusco | 4      | 1      |        |        |
|  |                          |                          | Universidad Catolica | Universidad Catolica | 0                   | 3                   |        |        |        |        |
|  | Universidad Catolica tab | Universidad Catolica tab | Universidad Catolica | Universidad Catolica | 0                   | 3                   | 0      | 2 (5)  |        |        |
|  | Universidad Catolica tab | Universidad Catolica tab |                      |                      |                     |                     |        | 2 (5)  |        |        |
|  | Provincial Osorno        | Provincial Osorno        | 1                    | 1 (3)                |                     |                     |        |        |        |        |
|  | Provincial Osorno        | Provincial Osorno        | 1                    | 1 (3)                |                     |                     |        |        |        |        |

#### Groupe 7 (Colombie-Équateur)
|  | Demi-finales      | Demi-finales      | Demi-finales      | Demi-finales      |           |           | Finale | Finale | Finale | Finale |
|  |                   |                   |                   |                   |           |           |        |        |        |        |
|  |                   |                   |                   |                   |           |           |        |        |        |        |
|  | LDU Quito         | LDU Quito         | 2                 | 1                 |           |           |        |        |        |        |
|  | LDU Quito         | LDU Quito         | 2                 | 1                 |           |           |        |        |        |        |
|  | Barcelona SC      | Barcelona SC      | 0                 | 2                 |           |           |        |        |        |        |
|  | Barcelona SC      | Barcelona SC      | 0                 | 2                 | LDU Quito | LDU Quito | 1      | 0      |        |        |
|  |                   |                   |                   |                   | LDU Quito | LDU Quito | 1      | 0      |        |        |
|  |                   |                   | Atlético Nacional | Atlético Nacional | 0         | 1         |        |        |        |        |
|  | Atlético Nacional | Atlético Nacional | Atlético Nacional | Atlético Nacional | 0         | 1         | 0      | 2      |        |        |
|  | Atlético Nacional | Atlético Nacional |                   |                   |           |           |        | 2      |        |        |
|  | Deportivo Pasto   | Deportivo Pasto   | 0                 | 1                 |           |           |        |        |        |        |
|  | Deportivo Pasto   | Deportivo Pasto   | 0                 | 1                 |           |           |        |        |        |        |

#### Groupe 8 (Paraguay-Uruguay)
|  | Demi-finales      | Demi-finales      | Demi-finales      | Demi-finales      |          |          | Finale | Finale | Finale | Finale |
|  |                   |                   |                   |                   |          |          |        |        |        |        |
|  |                   |                   |                   |                   |          |          |        |        |        |        |
|  | Danubio           | Danubio           | 0                 | 2                 |          |          |        |        |        |        |
|  | Danubio           | Danubio           | 0                 | 2                 |          |          |        |        |        |        |
|  | Nacional          | Nacional          | 1                 | 2                 |          |          |        |        |        |        |
|  | Nacional          | Nacional          | 1                 | 2                 | Nacional | Nacional | 3      | 0 (2)  |        |        |
|  |                   |                   |                   |                   | Nacional | Nacional | 3      | 0 (2)  |        |        |
|  |                   |                   | Club Libertad tab | Club Libertad tab | 0        | 3 (3)    |        |        |        |        |
|  | Club Guarani      | Club Guarani      | Club Libertad tab | Club Libertad tab | 0        | 3 (3)    | 0      | 1 (2)  |        |        |
|  | Club Guarani      | Club Guarani      |                   |                   |          |          |        | 1 (2)  |        |        |
|  | Club Libertad tab | Club Libertad tab | 1                 | 0 (4)             |          |          |        |        |        |        |
|  | Club Libertad tab | Club Libertad tab | 1                 | 0 (4)             |          |          |        |        |        |        |

### Quarts de finale
| Équipe 1             | Résultat | Équipe 2            | Aller | Retour |
| -------------------- | -------- | ------------------- | ----- | ------ |
| Boca Juniors         | 1 - 5    | Atlético Nacional   | 0 - 1 | 1 - 4  |
| Santos FC            | 2 - 3    | Cienciano del Cusco | 1 - 1 | 1 - 2  |
| River Plate          | 2 - 1    | Club Libertad       | 2 - 0 | 0 - 1  |
| The Strongest La Paz | 2 - 7    | São Paulo FC        | 1 - 4 | 1 - 3  |

### Demi-finales
| Équipe 1          | Résultat      | Équipe 2            | Aller | Retour |
| ----------------- | ------------- | ------------------- | ----- | ------ |
| River Plate       | 3 - 3 4-2 tab | São Paulo FC        | 3 - 1 | 0 - 2  |
| Atlético Nacional | 1 - 3         | Cienciano del Cusco | 1 - 2 | 0 - 1  |

### Finale
| Finale aller           | CA River Plate                  | 3 - 3 | Cienciano del Cusco           | El Monumental, Buenos Aires                           |                                                       |
| 10 décembre 2003 21:10 | Maxi Lopez 27e, 50e · Salas 85e |       | Portilla 26e, 79e · Carty 67e | Spectateurs : 65 000 Arbitrage : Carlos Eugênio Simon | Spectateurs : 65 000 Arbitrage : Carlos Eugênio Simon |

| Finale retour          | Cienciano del Cusco | 1 - 0 | CA River Plate | Estadio Monumental Virgen de Chapi, Arequipa    |                                                 |
| 19 décembre 2003 19:10 | Lugo 78e            |       |                | Spectateurs : 45 000 Arbitrage : Gustavo Méndez | Spectateurs : 45 000 Arbitrage : Gustavo Méndez |

| Vainqueur de la Copa Sudamericana 2003 |
| -------------------------------------- |
| Drapeau du Pérou                       |
| Cienciano del Cusco Premier titre      |

### Meilleurs buteurs
6 buts :
- Germán Carty (Cienciano del Cusco)

5 buts :
- Kleber (Sao Paulo FC)

4 buts :
- Fernando Cavenaghi (River Plate)

3 buts :
- Jefferson Feijão (Internacional)
- Alberto Acosta (San Lorenzo)